# Pros and Cons: A Debater's Handbook
『Pros and Cons: A Debater's Handbook』は、1896年に初版が出されたディベーター用のハンドブックである。

## 概要
1896年にJ.B.Askewが出版したのが初版にあたる。
1999年にはTrevor SatherとWill Huttonによる18版目が、2013年にはDebbie Newmanとベン・ウルガーとTrevor Satherによる19版目がそれぞれRoutledgeから出版されている。
同書の編集者としてThe English-Speaking Union（ESU）の名前が挙げられている。
また、同書はディベーターにとって必携の書となっており、全レベルのディベーターのために作られている。

## 内容
同書は、140を超える物議を醸している目下の問題や国際問題を「Philosophical/ Political Theory」「Constitutional/ Governance」「Politics and Economics: International」「Moral and Religious」「Education, Culture and Sport」「Law and Crime」「Health, Science and Technology」などの8つの個別のテーマに分け、それぞれの論題に対して肯定と反対の両側から同じ量だけ、比較しやすい形式で取り上げており、新版に至るまで常にアップデートされてきた。そのため、「核兵器保持の権利」「先住民族の言語の保護」「インターネットの検閲」「人工妊娠中絶の合法化」「遺伝子工学」などの新しい事象も取り上げている。また、それぞれの論題は関連論題のリストや可能な論題の提案などをしている。その他にも、ディベートの形式や構造、ルール、良い話し手になるための裏技や、ディベートのテクニックなども取り上げている。